# Sinner (Sevn Alias)
Sinner is een lied van het Nederlandse rapper Sevn Alias. Het werd in 2021 als single uitgebracht en stond in hetzelfde jaar als elfde track op het album Six summers.

## Achtergrond
Sinner is geschreven door Rangel Silaev, Sevaio Mook en Bryan du Chatenier en geproduceerd door Trobi. Het is een nummer dat past in het genre nederhop met effecten uit de grime. In het lied rapt Sevn Alias over de fouten die hij heeft gemaakt in zijn leven en vraagt hij om vergiffenis. 

## Hitnoteringen
De rapper had bescheiden succes met het lied in Nederland. Het piekte op de 45e plaats van de Single Top 100 in de twee weken dat het in deze hitlijst te vinden was. De Top 40 en haar Tipparade werden niet bereikt. 